# Nils Curman
Nils Curman, född 25 mars 1717 i Nykils socken, Östergötlands län, död 5 december 1781 i Ekeby socken, Östergötlands län, var en svensk präst i Ekeby församling.

## Biografi
Nils Curman föddes 25 mars 1717 på Tuna i Nykils socken. Han var son till rusthållaren Bengt Grelsson och Katarina Falck. Curman blev 1737 student vid Uppsala universitet och prästvigdes 10 juni 1742. Han blev 1750 kyrkoherde i Ekeby församling och var 1758 respondens vid prästmötet. Curman blev 1777 prost. Han avled 5 december 1781 i Ekeby socken.
Curman gifte sig första gången 1750 med Anna Kristina Berg (1729–1763). Han gifte sig andra gången 22 december 1765 med Hedvig Maria Starbus (1747–1810). Hon var dotter till faktoristen Per Starbus och Maria Kristina Elfving i Örebro.